# Hayden (Colorado)
Hayden é uma cidade  localizada no estado americano de Colorado, no Condado de Routt.

## Demografia
Segundo o censo americano de 2000, a sua população era de 1634 habitantes.
Em 2006, foi estimada uma população de 1534, um decréscimo de 100 (-6.1%).

## Geografia
De acordo com o United States Census Bureau tem uma área de 6,4 km², dos quais 6,4 km² cobertos por terra e 0,0 km² cobertos por água. Hayden localiza-se a aproximadamente 1961m acima do nível do mar.

## Localidades na vizinhança
O diagrama seguinte representa as localidades num raio de 72 km ao redor de Hayden.